# Mugathihalli, Chikmagalur
Mugathihalli là một làng thuộc tehsil Chikmagalur, huyện Chikmagalur, bang Karnataka, Ấn Độ.